# ガンビア・ポンド
ガンビア・ポンド (Gambian pound) は、1968年から1971年まで用いられていた、ガンビアの通貨単位。1968年以前は西アフリカ・ポンドが用いられていた。1971年にガンビア・ポンドは、1ポンド＝5ダラシのレートで、ダラシに置き換えられた。